# Variansmergel-Formation
- Humph.-Fm. = Humphriesioolith-Formation
- L.Bk-Fm = Liegende Bankkalk-Formation
- H.Bk-Fm = Hangende Bankkalk-Formation
- Zm-Fm = Zementmergel-Formation
- S.-Fm = Solnhofen-Formation
- Rö.-Fm = Rögling-Formation
- U.-Fm = Usseltal-Formation
- Mö.-Fm = Mörnshein-Formation
- N.-Fm = Neuburg-Formation
- R.-Fm = Rennertshofen-Formation

Die Variansmergel-Formation ist eine lithostratigraphische Formation des Süddeutschen Jura. Sie wird regional unterschiedlich von der Hauptrogenstein-Formation und Dentalienton-Formation unterlagert und von der Ornatenton-Formation überlagert. Sie verzahnt sich regional mit der Sengenthal-Formation und erreicht eine Mächtigkeit bis etwa 6 m und ist damit die geringmächtigste Formation des Süddeutschen Jura. Sie kann regional auch völlig fehlen; stattdessen ist eine Schichtlücke ausgebildet. Sie wird in das Mittel- und Oberbajocium datiert.

## Geschichte und Namensgebung
Die Variansmergel-Formation wurde von Gert Bloos, Gerd Dietl und Günter Schweigert 2005 vorgeschlagen. Sie ist nach dem Armfüßer Terebratula varians benannt. Eine Typlokalität, wie sie eigentlich zur Definition einer lithostratigraphischen Einheit verlangt wird, ist bisher noch nicht festgelegt worden.

## Definition und Verbreitungsgebiet
Die Variansmergel-Formation besteht aus einer Wechsellagerung von feinsandigen Kalk- und Tonmergeln. Sie ist im Rheintal, der Wutachregion und in der Westalb entwickelt. Sie fehlt im Gebiet um Gosheim vollständig; stattdessen ist hier eine Schichtlücke zu beobachten, die bis zu drei Ammoniten-Zonen umfasst. Im Wutachgebiet erreicht sie mit 6 m ihre maximale Mächtigkeit. In der Ostalb wird sie von der Sengenthal-Formation vertreten. Die Untergrenze wird durch das Einsetzen der feinsandigen Kalkmergel und Tonmergel definiert, regional ist knapp unter der Grenze eine Eisenoolith-Bank ausgebildet, die noch zur darunterliegenden Hauptrogenstein-Formation gehört. Die Obergrenze wird durch die Unterkante des Macrocephalen-Ooliths gebildet, der bereits zur Ornatenton-Formation gehört.

## Zeitlicher Umfang und Untergliederung
Die Sedimente der Variansmergel-Formation wurden während des Mittelbajocium und wahrscheinlich noch im tieferen Oberbajocium abgelagert. Die Variansmergel-Formation umfasst die Ammoniten-Zonen des Procerites progracilis,  Tulites subcontractus, Morrisiceras morrisi und Prohecticoceras blanazense. Die Variansmergel-Formation wird nicht in Subformationen untergliedert.